# Erika (pochod)

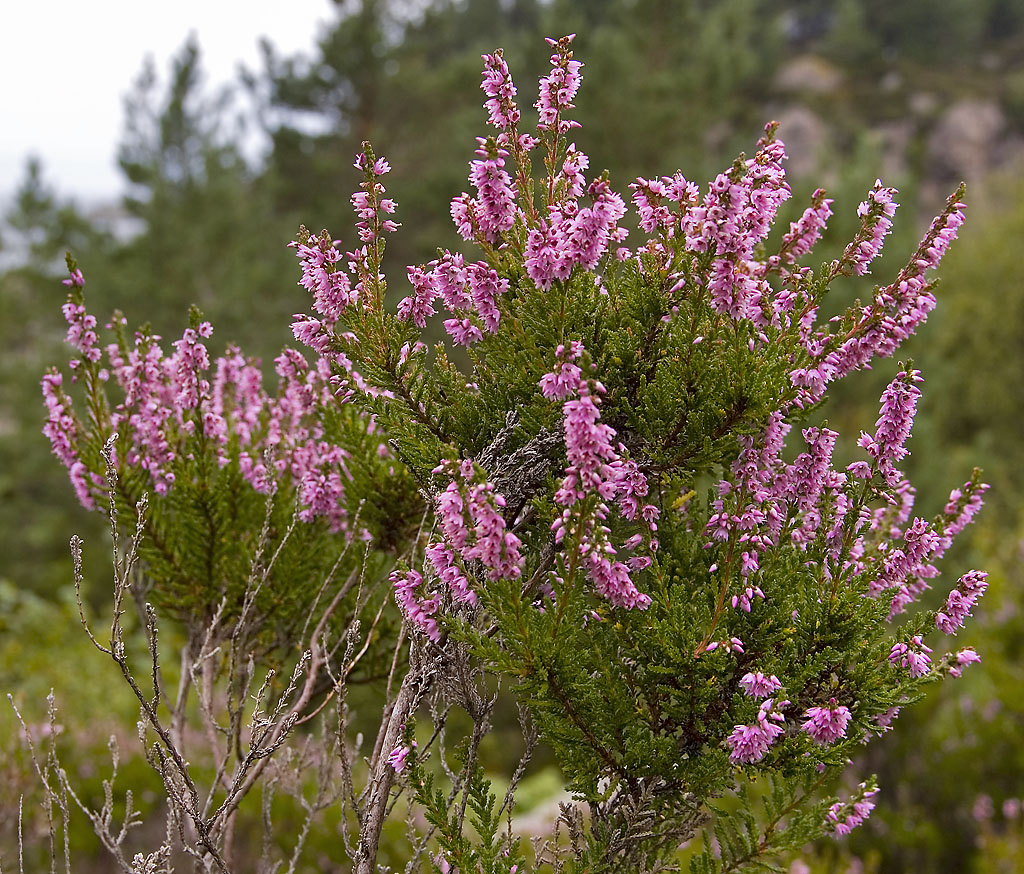
Vřes obecný neboli „Erika“

Erika známá též jako Auf der Heide blüht ein kleines Blümelein je pochodová píseň Německé armády. Byla napsána německým skladatelem pochodů Hermsem Nielem kolem roku 1930. Před začátkem 2. světové války byla hojně používána v propagandě NSDAP a Wehrmachtu, avšak téma je založeno pouze na dvojsmyslnosti slova Erika (vřes resp. dívčí jméno).
Pochod byl taktéž naturalizován v armádě Chile v období diktatury Augusta Pinocheta.

## Text písně
| Německý originál Auf der Heide blüht ein kleines Blümelein und das heißt: Erika. Heiß von hunderttausend kleinen Bienelein wird umschwärmt Erika denn ihr Herz ist voller Süßigkeit, zarter Duft entströmt dem Blütenkleid. Auf der Heide blüht ein kleines Blümelein und das heißt: Erika. In der Heimat wohnt ein kleines Mägdelein und das heißt: Erika. Dieses Mädel ist mein treues Schätzelein und mein Glück, Erika. Wenn das Heidekraut rot-lila blüht, singe ich zum Gruß ihr dieses Lied. Auf der Heide blüht ein kleines Blümelein und das heißt: Erika. In mein'm Kämmerlein blüht auch ein Blümelein und das heißt: Erika. Schon beim Morgengrau'n sowie beim Dämmerschein schaut's mich an, Erika. Und dann ist es mir, als spräch' es laut: "Denkst du auch an deine kleine Braut?" In der Heimat weint um dich ein Mägdelein und das heißt: Erika. | Český překlad Na vřesovišti kvete malá kytička a jmenuje se: Erika. Sta tisíci včeličkami obletována roste Erika, protože její srdce je plné sladkostí, jemná vůně uniká květinovým šatem. Na vřesovišti kvete malá kytička a jmenuje se: Erika. V domě žije malé děvčátko a jmenuje se: Erika. Toto děvčátko je můj věrný poklad a moje štěstí, Erika. Když vřesoviště kvete červeně-fialově, pěji tuto píseň na pozdrav. Na vřesovišti kvete malá kytička a jmenuje se: Erika. Na vřesovišti kvete malá kytička a jmenuje se: Erika. V mém malém pokoji také kvete kytička a jmenuje se: Erika. Za svítání i setmění se na mě dívá Erika. A pak se mi zdá, jako by nahlas promluvila: „Myslíš také na svou malou nevěstu?“ Dívenka, co doma pro tebe pláče, se jmenuje Erika. |